# La Ruota della Fortuna (tarocchi)

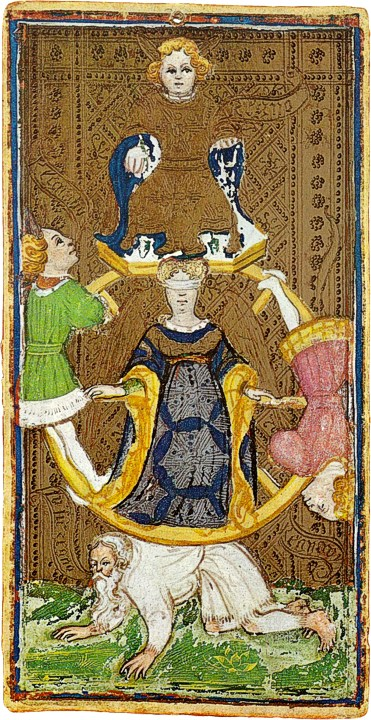
La ruota della fortuna nel mazzo Visconti-Sforza.

La Ruota della Fortuna è la decima carta degli arcani maggiori dei tarocchi; è conosciuta anche come La Fortuna o La Ruota.

## Rappresentazioni
Nei tarocchi di Marsiglia la carta raffigura una ruota della fortuna con tre figure: in alto vi è una sfinge con una spada, simbolo della giustizia, sulla destra, in fase ascendente, un cane con collare, simbolo di sottomissione, mentre sulla sinistra, in fase discendente, una scimmia che simboleggia la decadenza.
Nei tarocchi Rider-Waite troviamo ai quattro lati della carta i simboli dei quattro evangelisti, mentre sulla ruota vi sono la sfinge, una figura umana con testa canina ed un serpente, simbolo del peccato. Sulla ruota trovano posto i simboli dei quattro elementi naturali e la scritta TARO, anagramma di ROTA (ruota in lingua latina).

## Simbolismo
La carta simboleggia il fato, l'equilibrio precario e la mutevolezza della sorte: tutto evolve e ciò che sta in alto cadrà e viceversa.